# Hafiz AF7
Mohamad Hafiz bin Mohamad Suip (27 de febrero de 1990) es un cantante de Malasia, que saltó a la fama después de ganar la séptima temporada de Akademi Fantasia, recibiendo cone el 46 por ciento de más de 4,2 millones de los votos. Su álbum debut, Jelas Masih, fue lanzado el 14 de julio de 2009.

## En Akademi Fantasia 2009
Hafiz compitió contra otros trece concursantes para ganar el concurso de temporada 7 de Akademi Fantasia. Su potencial ganador se mostró desde la semana 1, cuando se denominaba el "Mejor estudiante de la noche '
A lo largo de la competición, Hafiz se mantuvo en la parte superior dos, cuando la votación se cerró al final de cada concierto, con seis colectivos más alto de votos. Antes de que el concierto final, la mayoría de los medios de comunicación predijo que Hafiz fue el ganador de temporada. Al final de la final, la predicción se hizo realidad cuando fue coronado como el séptimo ganador de la serie, superando a otros 4 estudiantes, con un voto masivo del 46%. Tomó de nuevo la corona masculina dominado ganador de los anteriores adjudicatarios como Mila Jirin de la quinta temporada y la sexta temporada de Stacy.

### Canciones en actuaciones deAkademi Fantasia
| Semana | Introducciones de canciones            | Artista original     | Resultado # |
| ------ | -------------------------------------- | -------------------- | ----------- |
| Week 1 | "Lagu Kita"                            | Aizat Af5            | 1           |
| Week 2 | ""Cinta Ini Membunuhku" "Toyol"        | D-Masiv Aznil Nawawi | 1           |
| Week 3 | ""Mat Disko"                           | Sudirman             | 2           |
| Week 4 | "Cinta ini"                            | Siti Nurhaliza       | 2           |
| Week 5 | "Terlanjur Cinta" (with Mila Af5)      | Rossa & Pasha Ungu   | 2           |
| Week 6 | "Pak Belalang"                         | Kristal              | 1           |
| Week 7 | "Kau Yang Punya"                       | Malique & Najwa      | 1           |
| Week 8 | "Di Manakan Ku Cari Ganti"             | P.Ramlee             | 2           |
| Week 9 | "Laskar Pelangi" "I Believe I Can Fly" | Nidji and R. Kelly   | 1           |
| Finale | "Kau Bunga Cintaku" "Masih Jelas"      | Anuar Zain Hafiz     | Winner      |